# Isla de San Secondo
Isla de San Secondo o San Segundo (en italiano: Isola di San Secondo) es una pequeña isla desierta ubicada en la Laguna de Venecia, al norte de Italia. 
En 1034 la familia Baffo construyó una iglesia y un convento de monjas benedictinas, con la tarea de mantener una imagen sagrada de San Erasmo. El nombre actual data de 1237, cuando las reliquias de San Segundo (Secondo) fueron traídas aquí desde Asti. En 1533, los benedictinos fueron sustituidos por los dominicos y en 1566 se convirtió en un Lazareto (Estación de cuarentena para viajeros). A partir de 1569, después de un incendio en el arsenal de Venecia, la República de Venecia instaló aquí un almacén de pólvora. 
En 1806 los dominicos, fueron expulsados a raíz de la conquista napoleónica de Venecia.